# Dynamine mylitta
Dynamine mylitta är en fjärilsart som beskrevs av Pieter Cramer 1782. Dynamine mylitta ingår i släktet Dynamine och familjen praktfjärilar. Inga underarter finns listade i Catalogue of Life.